# Punaauia
Punaauia è un comune della Polinesia francese nell'isola di Tahiti nelle Isole del Vento.
Nel comune ogni anno si svolge una gara tra surfisti, il Taapuna master.
Il comune ospita un porto turistico e 3 zone industriali:
- la ZI de Vaipopo
- la ZI de Papereu
- la ZI de la vallée de la Punauru

Inoltre a Punaauia si trova una delle più belle spiagge di Tahiti, la sede della compagnia elettrica Électricité de Tahiti, e il birrificio Brasserie de Tahiti e il museo Musée de Tahiti et ses Îles.

## Gemellaggio
- Dumbéa, dal 1991